# Milícias Operárias e Camponesas Antifascistas
As Milícias Operárias e Camponesas Antifascistas (Espanhol: Milicias Antifascistas Obreras e Campesinas, MAOC) eram um grupo de milícia fundado na Segunda República Espanhola em 1934. O seu propósito era de proteger os líderes do Partido Comunista de Espanha (PCE) e da Juventude Socialista Unificada (JSU) dos ataques de grupos de milícias Fascistas como os Camisas Azuis da Falange.
As MAOC estiveram especialmente ativas nos poucos meses anteriores ao golpe de 1936 e nos primeiros meses da Guerra Civil Espanhola. Muitos dos membros do Quinto Regimento do Exército Popular durante a guerra pertenciam às Milícias Operárias e Camponesas Antifascistas.

## História
A maioria dos membros das MAOC pertenceu à Juventude Socialista Unificada, Juventudes Socialistas Unificadas (JSU), uma organização juvenil. Eles receberam armas e treinamento paramilitar básico.
Pouco depois do golpe de 17 de Julho de 1936, as MAOC formaram cinco batalhões que participaram ativamente na defesa de Madrid. Um desses batalhões acabou se tornando no renomeado "Quinto Regimento" (5º Regimento de Milícias Populares), uma unidade militar apoiada diretamente pelo Partido Comunista de Espanha e que pretendia ser um modelo para outras unidades militares no período caótico inicial da guerra civil. Na primeira fase crítica da guerra, os Comunistas e os Socialistas lideraram a implementação de uma política que buscava substituir os bandos espontâneos e desorganizados que lutavam pela República Espanhola por unidades leais, disciplinadas e militarizadas. Assim os membros das MAOC acabaram se integrando em diferentes unidades do Exército Republicano Espanhol e a sua milícia foi extinta.
Os membros das Milícias Trabalhadoras e Camponesas Antifascistas usavam um uniforme com uma camisa azul clara e uma gravata vermelha. Os comissários políticos usavam uma estrela vermelha no bolso da camisa.